# Nomada issikii
Nomada issikii är en biart som beskrevs av Keizo Yasumatsu 1939. Nomada issikii ingår i släktet gökbin, och familjen långtungebin. Inga underarter finns listade i Catalogue of Life.